# Khirpai
Khirpai är en ort i Indien.   Den ligger i distriktet Paschim Medinipur och delstaten Västbengalen, i den östra delen av landet, 1 200 km sydost om huvudstaden New Delhi. Khirpai ligger 24 meter över havet och antalet invånare är 14 548.
Terrängen runt Khirpai är mycket platt. Runt Khirpai är det tätbefolkat, med 913 invånare per kvadratkilometer. Närmaste större samhälle är Ghātāl, 13,0 km öster om Khirpai. Trakten runt Khirpai består till största delen av jordbruksmark.